# Pittura piemontese del Cinquecento

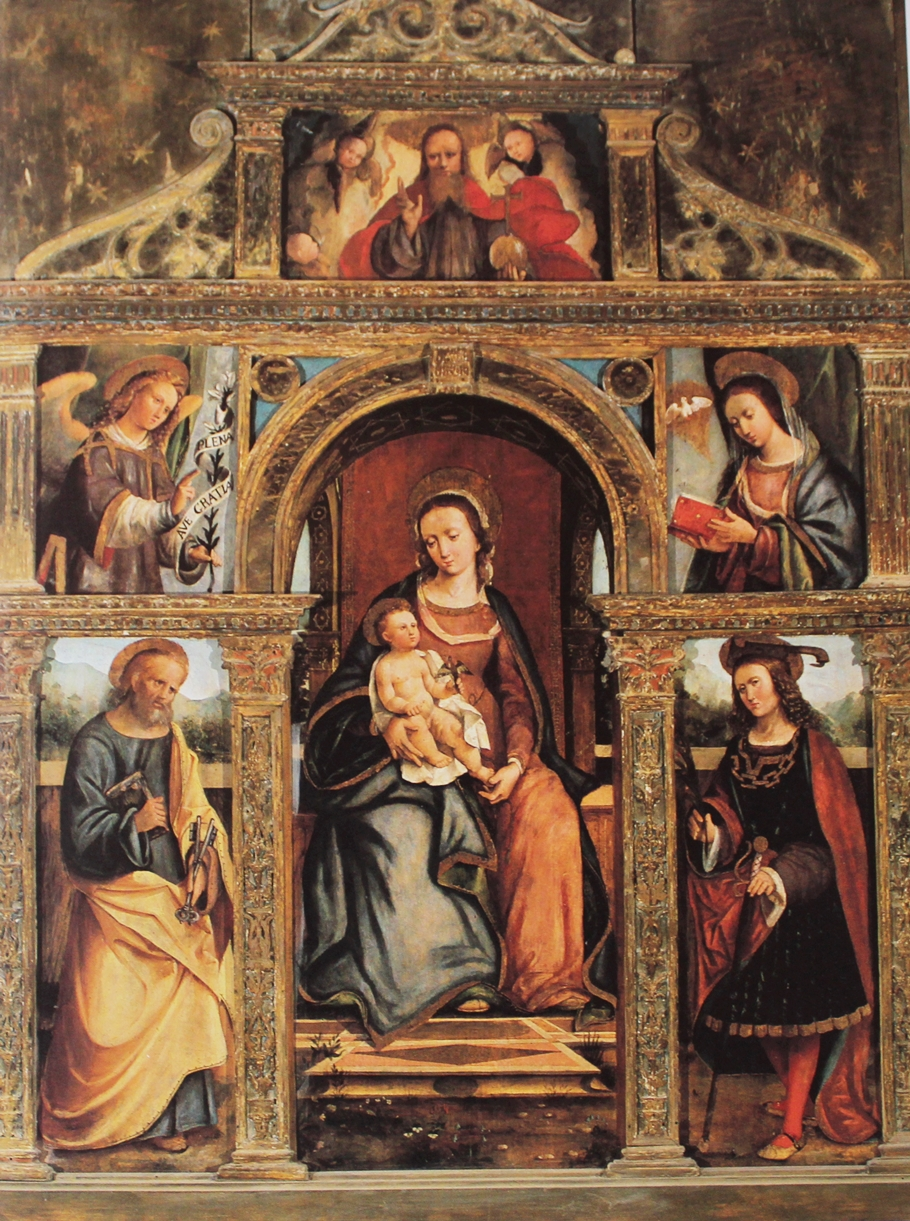
Gandolfino da Roreto, Madonna con Bambino e Santi, Quargnento, San Dalmazzo.

Produzione pittorica sviluppatasi nell'arco del secolo XVI in area piemontese, prevalentemente nei centri di Casale Monferrato, Alessandria, Vercelli, Cuneo, Torino, Asti, Tortona e Varallo.

## Dal tardogotico al Rinascimento

### Martino Spanzotti
La pittura in area piemontese nel Cinquecento si apre con la figura prolifica del casalese Martino Spanzotti, giunto a Chivasso già nell'estate del 1502, dopo aver eseguito per la chiesa di San Francesco a Casale uno dei suoi ultimi capolavori. Con lo Spanzotti, attivo già a Vercelli con una bottega dove nel 1491 si andava formando il Sodoma, l'area torinese sembra finalmente conoscere un linguaggio figurativo del tutto nuovo rispetto a quello ancora legato, sullo scorcio del secolo XV, alla cultura tardogotica. Spanzotti infatti cercherà di coniugare motivi foppeschi con quelli mutuati dalla pittura dell’Italia centrale, e profonde saranno le sue speculazioni sulla luce e le geometrie di Piero della Francesca. Nella chiesa torinese di San Domenico realizzerà degli affreschi, dove questa fusione formale troverà esplicazione magistrale. Poi a Ivrea altri affreschi in San Bernardino. Tra il 1507 e il 1511 viene a consolidarsi il rapporto tra il pittore e il duca sabaudo, e nella nuova bottega chivassese dello Spanzotti comincia a fermentare quella che sarà la personalità più importante, per almeno circa trent'anni, nell'area occidentale del Piemonte: Defendente Ferrari. 

### Defendente Ferrari e Gerolamo Giovenone
La prima opera di Defendente a Torino è il polittico con le Storie di Santi Crispino e Crispiniano, in Duomo, datato intorno al 1505-1507, opera che dimostra come fosse difficile diffondere in questa città, così fortemente legata alla antica tradizione figurativa, le conquiste stilistiche raggiunte dallo Spanzotti, al punto che le tavole centrali ripropongono modelli tardogotici oramai consolidati, dove le figure, riccamente abbigliate si incastrano perfettamente nell'oro sfavillante e nell'azzurro astratto che definiscono gli spazi delle tavole.
Il 1507 è un anno particolarmente ricco di novità per la pittura locale, basterebbe ricordare il fatto che a Torino giunge un polittico raffigurante una Deposizione e Santi, realizzato dal pittore leonardesco Bernardino de’ Conti; tuttavia, tali novità non riescono a sostituire del tutto la vecchia maniera. Defendente Ferrari a ogni modo amplia la sua cultura figurativa non soltanto su questi modelli, ma anche e soprattutto guardando all'arte prodotta di là dalle Alpi. Ne sono testimonianza un'Adorazione dei Magi (Torino, Galleria Sabauda), una Natività notturna (Torino, Museo Civico). Le sue prove di originalità si possono vedere espresse nelle diverse predelle che vanno a contornare i suoi polittici, piccoli riquadri dove il pittore esprime tutta la sua vena narrativa non disdegnando di raffigurare i più minuti particolari. Ma sono le grandi pale d'altare le opere con cui Defendente verrà conosciuto, impreziosendo altari di chiese e confraternite in un’area relativamente vasta che va da Torino a Biella e poi ancora alla valle di Susa. Da queste opere si evince il tentativo da parte dell’artista di coniugare il naturalismo della pittura nordica, analitico e lenticolare, con una pittura più orientata verso un ideale universalistico e sintetico delle forme. È il caso della Assunta per i Mercanti di Lana del 1516 (oggi conservata a Ciriè presso la Confraternita del Santo Sudario). 
Accanto alla attività di Martino Spanzotti e Defendente Ferrari si svolgerà poi quella altrettanto incisiva di Gerolamo Giovenone, anch'egli artista centrale per gli sviluppi della pittura piemontese cinquecentesca in senso squisitamente rinascimentale.

## Gli anni della svolta

### Gaudenzio Ferrari e i suoi seguaci

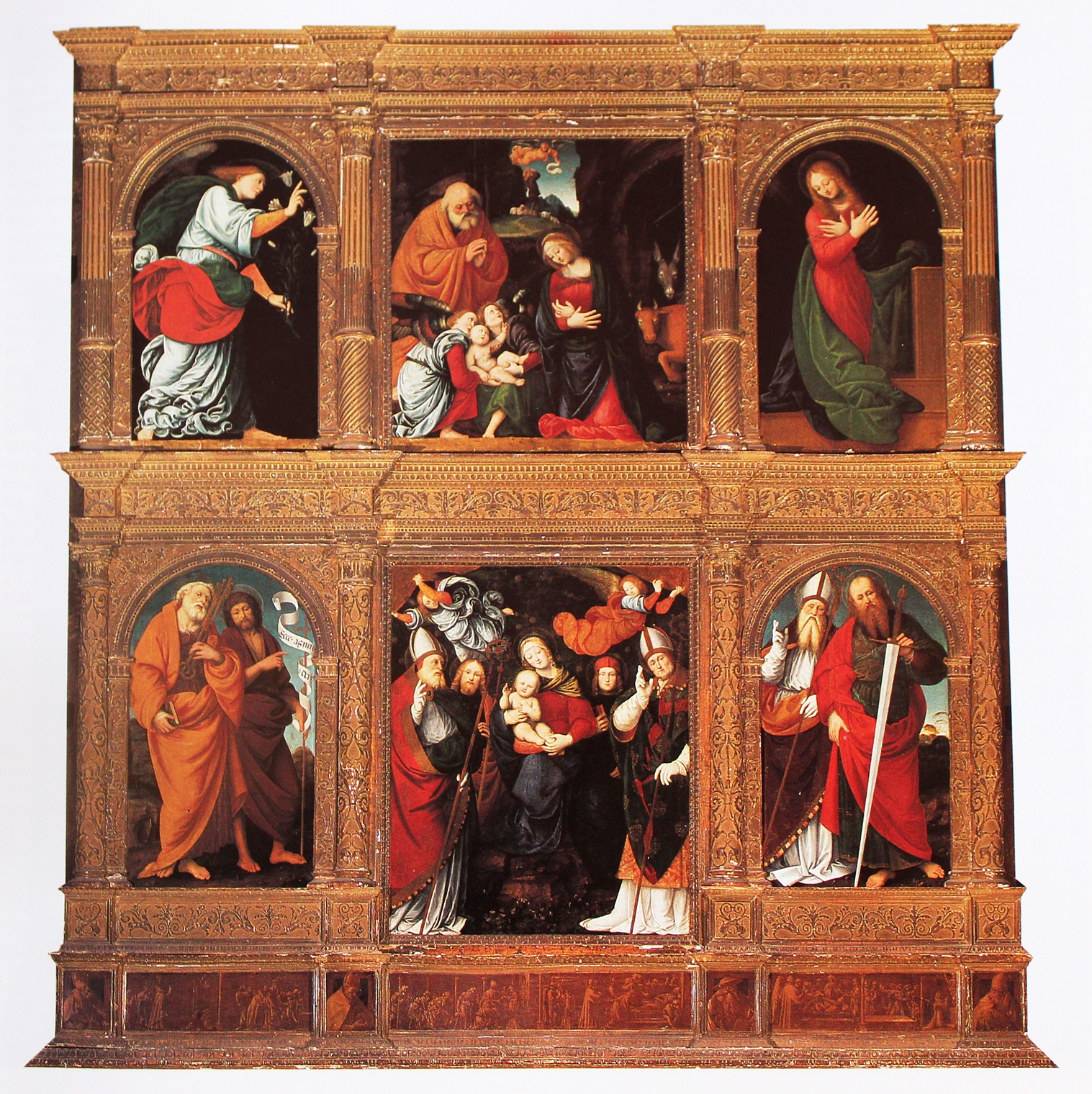
Gaudenzio Ferrari, Polittico di Novara, Novara, San Gaudenzio.

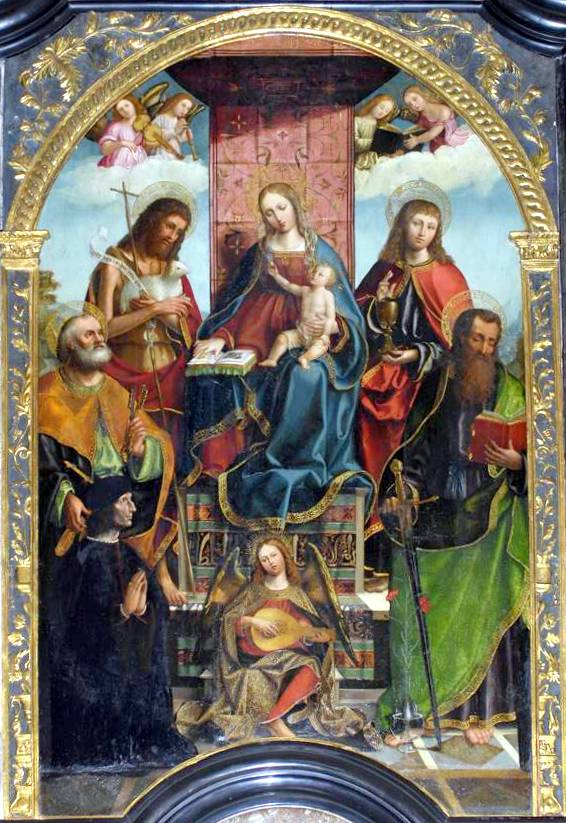
Gandolfino da Roreto, Madonna in trono tra Santi, Asti, Duomo.

Nel corso della prima metà del XVI secolo in Piemonte è Vercelli, comunque, il centro di maggiore produzione e quello indubbiamente più interessante per le qualità stilistiche raggiunte. Vercelli infatti legherà il suo nome a quello di uno dei protagonisti incontrastati della pittura piemontese del Cinquecento: Gaudenzio Ferrari. Gaudenzio porterà aria nuova nel vercellese dimostrando un’apertura verso la ricca produzione figurativa dell’Italia centrale. Sin dagli inizi della sua attività in questa città, manifesterà una profonda conoscenza della tradizione figurativa milanese di matrice strettamente zenaliano-bramantiniana, ma allo stesso tempo mediterà a fondo sulla pittura di Perugino, da poco giunto, intorno al 1496-99, alla Certosa di Pavia. Il desiderio di studiare la pittura dell’Italia centrale spingerà Gaudenzio a compiere poi un viaggio a Roma, in compagnia di Eusebio Ferrari; soggiorno che sarà ricco di stimoli e riflessioni per l’artista e per il suo seguace. Tutte queste esperienze caratterizzate dall'attento studio sui testi dei predecessori così come dei suoi contemporanei produrranno i loro frutti mirabili già nel polittico vercellese di Sant’Anna (1508-1509).
L’attività di Gaudenzio prosegue anche in terra novarese in un periodo circoscritto agli anni che vanno dal 1514 al 1521. Le delicate narrazioni gaudenziane avranno ripercussioni sulla cultura figurativa locale, andando a influenzare personalità come Sperindio Cagnoli e Fermo Stella. Allo stesso periodo risale la grande impresa del Sacro Monte di Varallo, dove il Ferrari mette in atto la sua genialità scenografica facendo dialogare pittura, scultura e architettura in modo così mirabile da prefigurare quasi le grandi imprese sceniche del barocco romano. Tra il 1529 e il ’34 sarà poi la volta della felice impresa degli affreschi in San Cristoforo a Vercelli con Storie della Maddalena e Storie della Vergine, e qui la pittura di Gaudenzio vira verso soluzioni oramai lombarde, come dimostra la geometrizzazione dello spazio e delle figure che richiama la razionalità di Bramantino.
Le novità coloristiche e formali gaudenziane introdotte a Vercelli impressioneranno, oltre che lo stesso Eusebio Ferrari, anche Gerolamo Giovenone. Questi realizzerà un trittico con la Madonna in gloria con Santi e donatori intorno al 1516 per la chiesa di San Paolo, lavoro che vede il pittore barcollare tra Defendente e Gaudenzio in una originale soluzione capace di fondere il gusto nordico con quello filolombardo. Se la mandorla di luce che emana dalla sagoma della Madonna lega Giovenone a un lessico un po’ rétro, le figure dei santi e dei donatori, coi loro visi dolci e le pose matematicamente studiate, tradiscono forti debiti nei confronti del maestro del Sacro Monte di Varallo. La riflessione sul colore e sulle sue potenzialità espressive e simboliche, che qui va sviluppandosi trovando una qualche definizione nei vermigli e negli azzurri delle vesti o addirittura negli ori luminosi che qua e là ravvivano le figure, proseguirà anche a Mortara, dove Giovenone realizzerà una Madonna con Bambino e Santi per San Lorenzo (oggi conservata presso l’Accademia Carrara di Bergamo), dove il pittore assorbirà alla perfezione la lezione del Gaudenzio oramai lombardo.

### Gandolfino da Roreto
Sorprendente invece risulta essere l’esperienza di Gandolfino da Roreto. La vicenda artistica di questo magnifico maestro, puntellata da una serie numerosa di trittici e pale, si snoda con disinvoltura in lungo e in largo, comprendendo un’area geografica che va da Asti ad Alessandria e al Monferrato. Di cultura vasta e articolata, aggiornandosi sulle novità della pittura ligure, Gandolfino guarda con attenzione anche i cremonesi, puntando lo sguardo in modo particolare su Boccaccio Boccaccino. A Quargnento lascerà una Madonna con Bambino e Santi nella chiesa di San Dalmazzo, contrassegnata da un notevole colorismo. Poi nel Duomo astigiano dipingerà una Madonna in trono e Santi (1516), dove lo sguardo si perde nelle pieghe dei panneggi multicolori. Le vesti delle figure sembrano gemme policrome incastonate in un gioiello di pregevole fattura e i loro bordi dorati, che seguono la flessuosità delle stoffe, luccicano al pari del metallo delle chiavi, del calice e della spada. L’umanità dei visi fa da contrappunto all'astrattezza dell’angelo musico, figura che sembra ritagliata da una tavola fiamminga e direttamente inserita in questo ambiente ma con rettifiche lombarde. Il cielo luminoso sullo sfondo conferma che siamo oramai in pieno Rinascimento. L’allievo di Gandolfino, Oddone Pascale, tenterà di prolungare la lezione del maestro, ma con esiti non sorprendenti. In taluni casi il Pascale scivola nel più stucchevole manierismo realizzando macchine teatrali che si sforzano ingenuamente di essere originali, ma si capisce che la forza di Gandolfino è ormai un vecchio ricordo.

## Il primo manierismo

### Bernardino Lanino e altre personalità

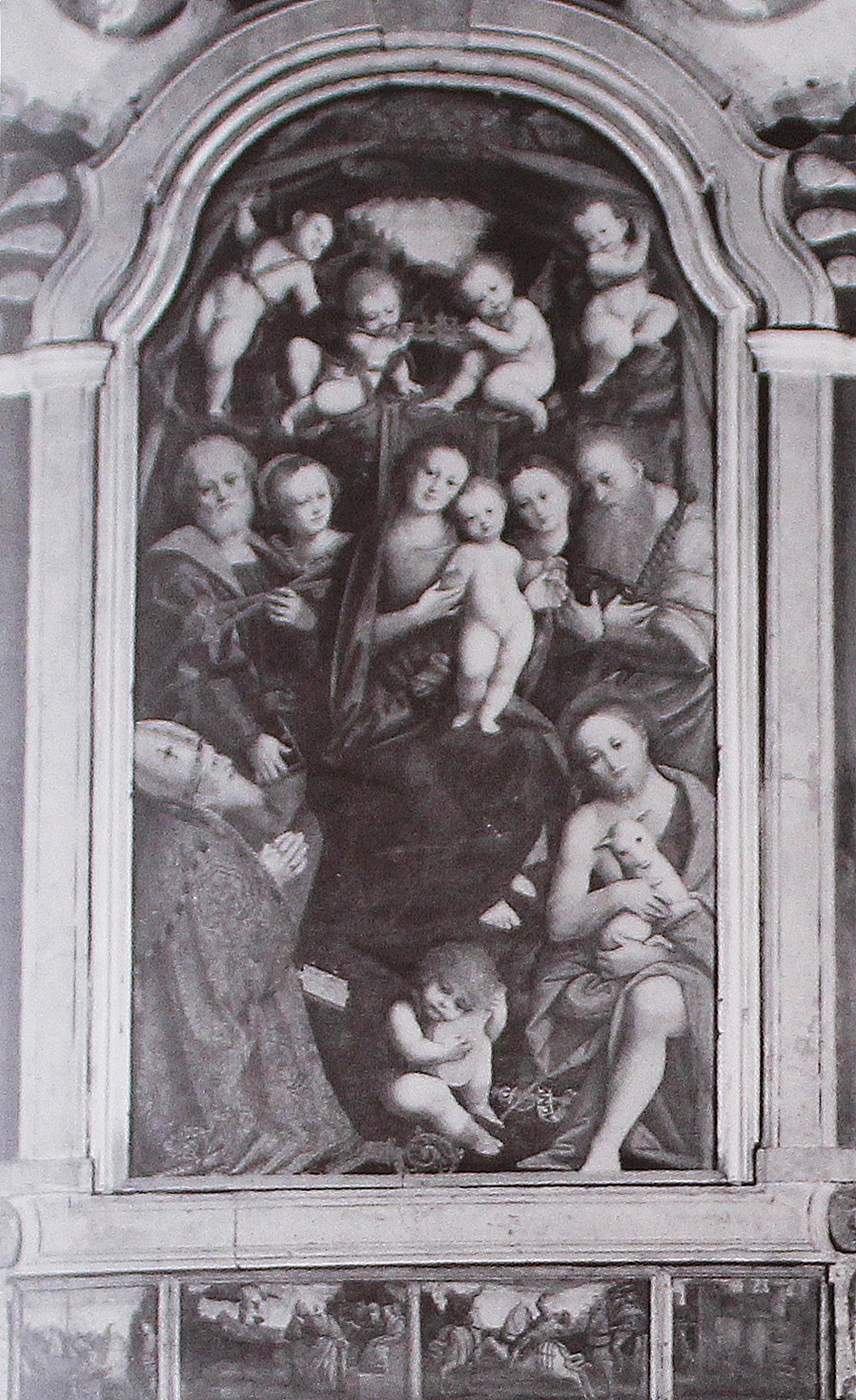
Bernardino Lanino, Madonna con il Bambino e Santi, Borgosesia, Chiesa parrocchiale.

Altra figura notevole a Vercelli è quella del delicato Berardino Lanino. Dalla Madonna degli Aranci, dipinta da Gaudenzio per la chiesa di San Cristoforo, Lanino fa derivare una sua Madonna con Bambino e Santi (pala di Ternengo, 1534; conservata nella Galleria Sabauda di Torino). Qui, le figure dai corpi morbidi occupano tutta la superficie della tavola in una sorta di horror vacui che esclude paesaggi e architetture. Le mani, le teste e i panneggi sono sufficienti a scandire lo spazio e a indirizzare l’occhio di chi guarda da un punto all'altro della composizione secondo un andamento lineare che ha il suo fulcro nel corpo vivace ed elegante del Cristo bambino.
Lanino diventa il protagonista incontrastato della scena vercellese in un’esperienza artistica che si snoda in un arco temporale pari a cinquant'anni. Lo studio attento e meditato sulle opere di Gaudenzio genererà nella produzione di questo pittore frutti veramente notevoli e originali. La tavola con la Madonna con Bambino e Santi della Chiesa parrocchiale di Borgosesia (Vercelli) è un trionfo di figure e di colori dove la lezione gaudenziana si traduce in una attenzione tutta particolare al dato sentimentale, trovando il suo apice nell'angelo musico ai piedi della Vergine, i cui riccioli fulvi, malinconici come fronde d’autunno, ben si accordano con il languore di quegli occhi fanciulli. Negli anni Quaranta il pittore è a Biella e qui orna gli altari della chiesa di San Sebastiano.
Negli stessi anni in cui Lanino diffondeva il suo gusto, figure come Macrino d’Alba, i fratelli Vopi, Caroto e il fiammingo Grammorseo contribuivano, in un modo o nell'altro, a rinnovare la pittura piemontese nella prima metà del secolo. L’originale cifra stilistica del Grammorseo si evince in un Battesimo di Cristo (Torino, Galleria Sabauda), dove in una atmosfera tutta nordica apparentemente fredda si inseriscono figure dal sapore bramantinesco e dove il corpo del Cristo segue una linea a serpentina di chiara ascendenza leonardiana. Le rocce sullo sfondo, traforate al centro, creano un arco ideale: la nicchia che circoscrive lo spazio del battesimo; esse hanno un aspetto greve e a tratti minaccioso che contrasta però con la gaiezza delle figure in primo piano.
Nella Madonna con Bambino e Santi del vercellese Palazzo Arcivescovile, Grammorseo indugia ancora sul linguaggio leonardiano giungendo a esiti quasi grotteschi. 

### Sebastiano Novelli e Ottaviano Cane
La lezione del Grammorseo sarà poi ripresa dall'ormai anziano Sebastiano Novelli, casalese come lo Spanzotti, ma di formazione più emiliana. La Madonna con Bambino e Santi della Parrocchiale di Rosignano pare già abbandonare l’insegnamento del Pordenone per aderire agli esiti talora bizzarri del fiammingo. Sono gli anni in cui si svolge in parallelo a quella del Novelli e del Grammorseo l’esperienza di Ottaviano Cane. Gaudenziano convinto, il Cane raggiungerà i livelli più alti della sua produzione altalenante nella bella Madonna di Fontaneto dell’ottobre del 1541 (Torino, Galleria Sabauda), dopo aver dimostrato nel 1535 di possedere delle doti stilistiche già nella Madonna di Trino (anch'essa alla Sabauda). Del 1543 è il datato e firmato Matrimonio mistico di Santa Caterina (Galleria Sabauda) per i frati domenicani di Trino, dove però lo stile del pittore comincia a declinare perdendo robustezza e abbandonando i modi gaudenti del Ferrari per accogliere nuove istanze devozionali.

## Il secondo manierismo

### Il declino della "scuola vercellese" e i centri di Cuneo e Torino

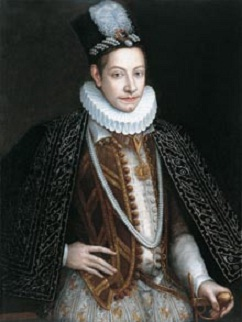
Giovanni Caracca, Carlo Emanuele I, Museo di Chambéry.

Interprete della nuova pittura "riformata" a Vercelli sarà invece Giuseppe Giovenone il Giovane che si muove in un clima di profondo rinnovamento dal punto di vista morale e dottrinale dovuto alle direttive del Concilio di Trento. Prima importante commissione pubblica affidata al Giovenone sarà il ciclo di affreschi (purtroppo perduto) per il Vescovado di Sant'Eusebio. Dell'impresa restano solo i cartoni preparatori, dove evidenti sono i richiami da parte del pittore agli schemi compositivi quattrocenteschi, nonostante nel complesso il linguaggio adottato mostri aperture verso la modernità. Giuseppe Giovenone è comunque una personalità che si muove nell'ambito della pittura gaudenziana, meditando anche sulle ricerche e sugli esiti del Lanino e di Bernardino Campi, mentre verso gli anni Sessanta e Settanta guarderà al Moncalvo e all'Albertini. Giuseppe Giovenone è l'ultimo grande rappresentante della ormai declinante "scuola vercellese". Saranno Torino e Cuneo i due centri, nella seconda metà del Cinquecento, a essere vere officine di pittura. Cesare da Saluzzo e Giacomo Rossignolo daranno vita a un ciclo di poetici affreschi nel castello di Lagnasco (Cuneo) richiamando la coeva pittura romana con i paesaggi e le grottesche che vi figurano. 
Altri cicli di affreschi, con grottesche e paesaggi, sono presenti a Biella nel palazzo Ferrero della Marmora, pitture di ispirazione ariostesca, e poi ancora presso il castello di Fossano (Cuneo), dove spicca la figura del pittore fiammingo Giovanni Caracca (Jan Kraeck), il cui stile è vicino alla pittura francese più che a quella di matrice romana degli affreschi di Lagnasco. Formidabile ritrattista, Caracca realizzerà, tra gli altri, il ritratto giovanile di Carlo Emanuele I (Museo di Chambéry) e il Voto di tre armati. Parallelamente alla vicenda artistica del Caracca si svilupperà quella del ferrarese Giacomo Vighi l’Argenta, che assolverà alla funzione di ritrattista ufficiale, anche in Germania e Francia, e quella di Alessandro Ardenti, autore di una potente Caduta di San Paolo (Torino, Istituto Bancario San Paolo).

### Influssi tosco-romani: da Giorgio Vasari a Federico Zuccari

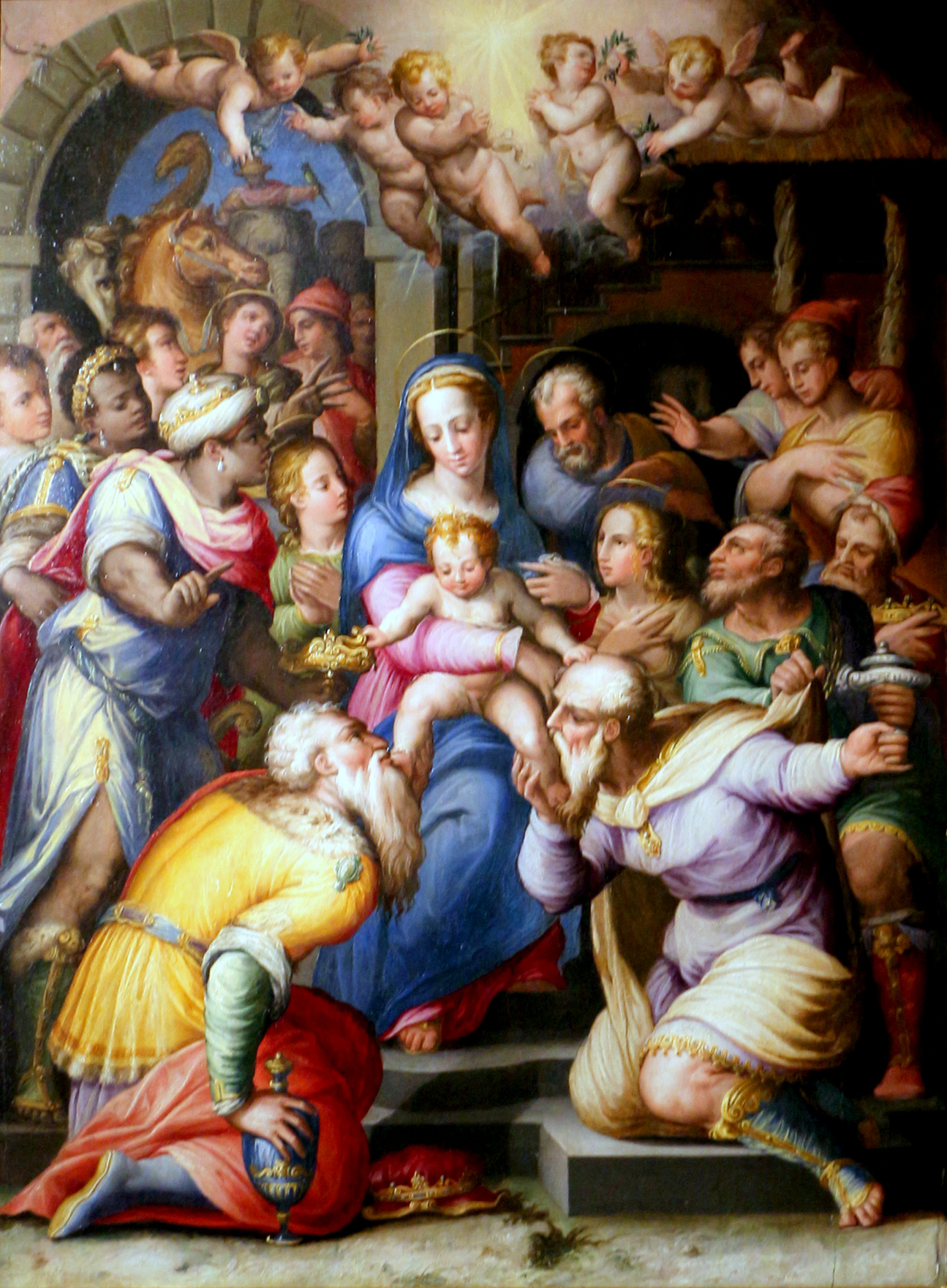
Giorgio Vasari, Adorazione dei Magi.

Notevole sarà inoltre la produzione di Giovanni Angelo Dolce, la cui attività si snoda negli anni Settanta toccando centri come Saluzzo e Carignano, Cavallermaggiore e Savigliano. A Saluzzo per esempio è conservata una sua Circoncisione (chiesa della Consolata), espressione di un dialogo serrato con la cultura artistica dell’Italia centrale che il pittore è riuscito a instaurare. Del resto inevitabile in un'area che vede attivo il marchigiano Martino Bonfini, presente in area cuneese e certamente determinante per gli sviluppi della pittura locale. Ma numerose altre saranno le presenze del centro Italia, tra scultori, pittori e architetti, operanti tra Cuneo e Torino. A Giorgio Vasari, intorno al 1566, viene commissionata da papa Pio V una Adorazione dei Magi per la chiesa, da poco costruita, di Santa Croce a Bosco Marengo, e poi - sempre per volere del pontefice - l’esecuzione dei dipinti per l’altare maggiore, dove però il pittore toscano riprende moduli in parte già adottati in opere eseguite negli anni precedenti. Vasari stesso così ricorda questa esperienza: 
«In ultimo, essendo in Roma per tornarmene a Fiorenza, nel baciare i piedi al santissimo e beatissimo papa Pio Quinto, mi comise che io gli facessi in Fiorenza una tavola per mandarla al suo convento e chiesa del Bosco, ch'egli faceva tuttavia edificare nella sua patria, vicino ad Alessandria della Paglia. Tornato dunque a Fiorenza, e per averlomi Sua Santità comandato e per le molte amorevolezze fattemi, gli feci, sì come avea commessomi, in una tavola l'Adorazione de' Magi; la quale, come seppe essere stata da me condotta a fine, mi fece intendere che per sua contentezza e per conferirmi alcuni suoi pensieri, io andassi con la detta tavola a Roma, ma soprattutto per discorrere sopra la fabrica di San Piero, la quale mostra di avere a cuore sommamente. Messomi dunque a ordine con cento scudi che per ciò mi mandò, e mandata innanzi la tavola, andai a Roma. Dove, poi che fui dimorato un mese, et avuti molti ragionamenti con Sua Santità, e consigliatolo a non permettere che s'alterasse l'ordine del Buonarruoto nella fabrica di San Piero, e fatti alcuni disegni, mi ordinò che io facessi per l'altar maggiore della detta sua chiesa del Bosco, non una tavola come s'usa comunemente, ma una machina grandissima, quasi a guisa d'arco trionfale, con due tavole grandi, una dinanzi et una di dietro, et in pezzi minori circa trenta storie piene di molte figure, che tutte sono a bonissimo termine condotte».
Al grande storiografo aretino sono inoltre attribuiti due tondi oggi conservati a Cigliano, dei quali però non si sa molto, mancano infatti notizie circa la committenza, né se ne conosce bene la vicenda. Ad accompagnare le tavole vasariane, nella macchina di Bosco Marengo, è una serie di pregevoli miniature fatte realizzare dallo stesso pontefice. Dei miniaturisti che partecipano all'impresa emerge la personalità del croato Giulio Clovio che porta con sé tutta l'esperienza dei suoi studi romani sulle opere di Michelangelo e di Raffaello. Lo stesso Vasari spenderà parole di grande ammirazione sull'opera e sulla figura del Clovio, scrivendo che «Non è mai stato, né sarà per aventura in molti secoli, né il più raro, né il più eccellente miniatore, o vogliamo dire dipintore di cose piccole, di don Giulio Clovio, poiché ha di gran lunga superati quanti altri mai si sono in questa maniera di pitture esercitati. [...] è cosa stupenda a vedere, che sì minuta cosa si possa condur perfetta con una punta di pennello, che è delle gran cose che possa fare una mano e vedere un occhio mortale [...] onde possiàn dire che don Giulio abbia, come si disse a principio, superato in questo gl'antichi e moderni, e che sia stato a tempi nostri un piccolo e nuovo Michelangelo».
A segnare le vicende del secondo manierismo di matrice tosco-romana in Piemonte sarà inoltre Federico Zuccari, il quale rivestirà un ruolo di primaria importanza presso la corte torinese e sarà inizialmente impegnato nell'imponente progetto della Grande Galleria voluta da Carlo Emanuele I, che però fu distrutta in un incendio del 1659. I disegni che restano di quella impresa, in parte attribuiti a un collaboratore dello Zuccari, Maurizio Valperga, testimoniano della alta qualità dei lavori. Federico Zuccari lascerà Torino nel 1607 e perciò sarà sostituito dal Figino nel cantiere della Galleria. L’esperienza torinese del pittore comunque avrà notevoli influssi su diverse personalità, come quella di Guglielmo Caccia il Moncalvo o quella di Antonino Parentani. 

### Influssi lombardi: Pellegrino Tibaldi

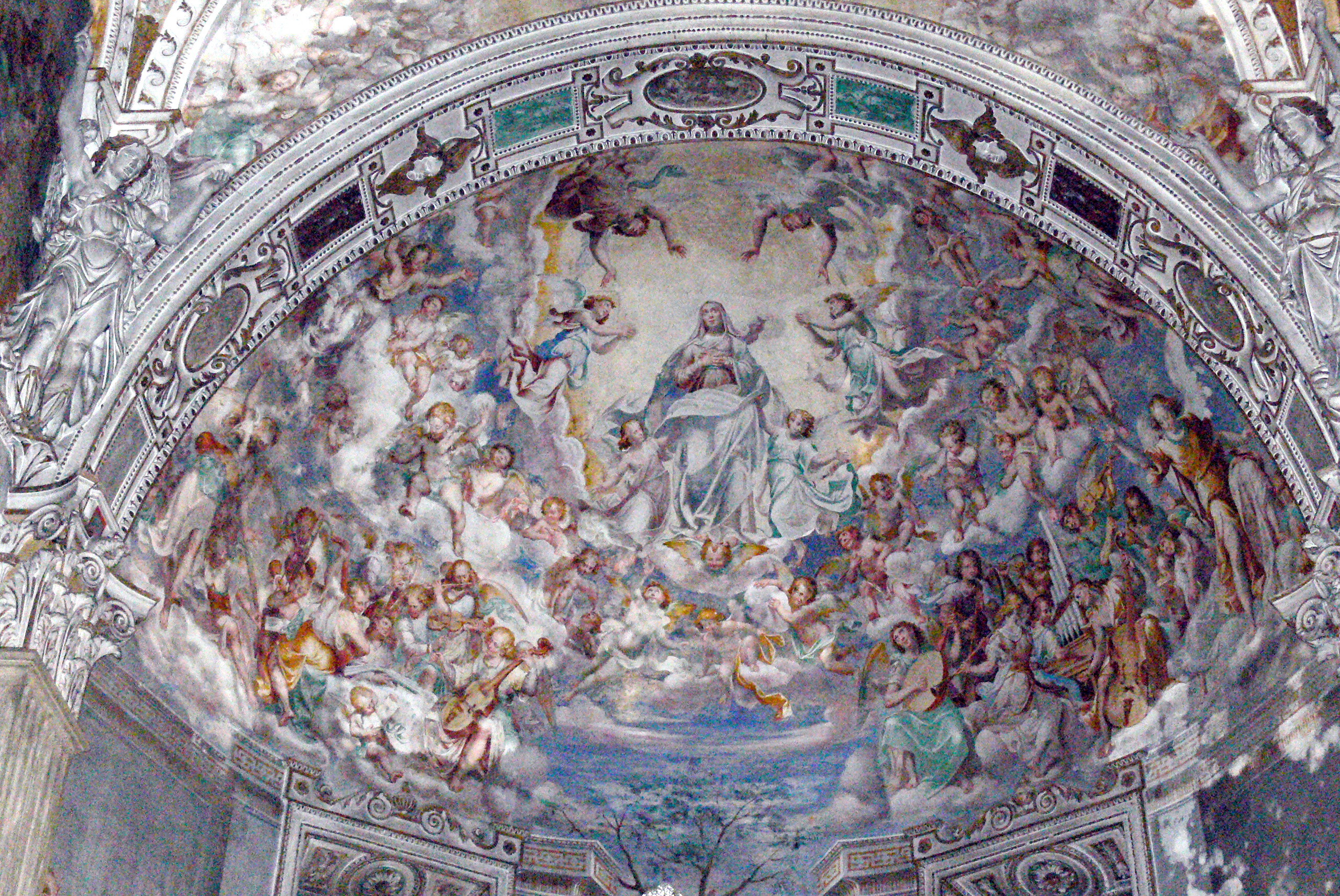
Affreschi dell’abside della chiesa di Madonna di Campagna a Pallanza.

L’area intorno al Lago Maggiore avrà strettissimi rapporti con la vicina Lombardia, come dimostrano le numerose diocesi tutte sostenute dall'arcidiocesi di Milano. Pellegrino Tibaldi sarà una figura di spicco in quest’area, particolarmente attivo come consulente ma anche in qualità di progettista per conto di Carlo Borromeo. Accanto al Tibaldi, però, si articolano le esperienze artistiche del cremasco Carlo Urbino, Giovanni Pietro Gnocchi, e del milanese Aurelio Luini, assieme nella realizzazione degli affreschi dell’abside della chiesa di Madonna di Campagna a Pallanza, luogo in cui è presente anche Camillo Procaccini nella cappella della Madonna delle Grazie.
Anche l’area tortonese sarà contrassegnata dalla massiccia presenza di artisti milanesi, come dimostra lo stesso Aurelio Luini nel duomo di Tortona con una Madonna tra i santi Rocco e Sebastiano; Camillo Procaccini nella chiesa di San Francesco della stessa città; Tibaldi a Castelnuovo Scrvia; gli affreschi della Madonna dei Campi a Montacuto.

### Influssi liguri: Luca Cambiaso
Se la parte orientale del Piemonte è fortemente influenzata dalla cultura lombarda, quella meridionale sarà segnata dalla cultura ligure. Ad essere attraversata dai venti della pittura ligure sarà tutta l’area che va dalla stessa Ovada a Voltaggio, da Gavi a Novi Ligure.Giorgio Soleri sarà il più importante pittore alessandrino che però raggiungerà Torino per prender parte al grande fervore culturale che quella città stava vivendo. La cultura genovese arriverà in terra piemontese anche grazie a Luca Cambiaso, al quale sono attribuite la Salita al Calvario e l’Orazione nell’orto, entrambe conservate presso l’Oratorio della Santissima Annunziata ad Ovada.